# Tyrtaeus
Tyrtaeus (Grieks: Τυρταῖος, Tyrtaios) was een Griekse dichter die leefde en werkzaam was te Sparta tijdens de 7e eeuw v.Chr.
Tyrtaeus was de nationale dichter van de Spartaanse staat. Hij dichtte marsmuziek en krijgsliederen die de Spartanen tot hun spreekwoordelijke dapperheid aanzetten. Van hem is ook een verzameling elegieën met de titel Eunomia bekend. Van zijn werk zijn slechts fragmenten bewaard, maar toch zijn ze illustratief voor het Spartaanse militarisme.
Over Tyrtaeus bestaat de volgende anekdote. Toen de Spartanen tijdens een oorlog in de Peloponnesos in moeilijkheden verkeerden, verkondigde het orakel van Delphi dat zij de Atheners om een redder moesten vragen. De Atheners stuurden hierop een kreupele schoolmeester naar Sparta. Deze man, Tyrtaeus, begon bij zijn aankomst in Sparta begeesterende liederen te schrijven, waarmee hij de Spartaanse legers tot hun vermaarde heldhaftig gedrag inspireerde, met de bekende gevolgen.
Historisch gesproken is dit echter zeer onwaarschijnlijk. Het lijkt meer aannemelijk dat Tyrtaeus in werkelijkheid een Spartaanse legeroverste was, want sommige van zijn versregels tonen hem terwijl hij bevelen geeft, en de Spartanen zouden die niet zonder meer aanvaarden van een vreemdeling.
- Bibsys: 95005148
- Biblioteca Nacional de España: XX1338509
- Bibliothèque nationale de France: cb12197453v (data)
- CiNii: DA08435029
- Gemeinsame Normdatei: 11862492X
- International Standard Name Identifier: 0000 0003 8289 5313
- Library of Congress Control Number: nr93040686
- Nationale Bibliotheek van Tsjechië: ola2012723276
- Nationale Bibliotheek van Israël: 987007269284905171
- Nationale Bibliotheek van Polen: a0000002530932
- Nederlandse Thesaurus van Auteursnamen: 06996551X
- Réseau des bibliothèques de Suisse occidentale: 02-A000164583
- Istituto Centrale per il Catalogo Unico: RAVV079242
- LIBRIS: 98094
- Système universitaire de documentation: 067053955
- Virtual International Authority File: 266267739